# Университет Сан-Маркос
Главный национальный университет Сан-Маркос (исп. Universidad Nacional Mayor de San Marcos, UNMSM) — государственный университет в городе Лима, Перу, старейший во всей Америке. Основан 12 мая 1551 года декретом испанского короля Карлоса I на базе монастырской школы Доминиканского ордена, носившей имя св. Марка (откуда и название).
Столичный университет Лимы считается самым престижным и уважаемым высшим учебным заведением в Перу и является ведущим научно-исследовательским центром страны. В университете учились многие влиятельные перуанские и латиноамериканские мыслители, учёные, политики и писатели. Исторически университет также получил известность как центр студенческой активности.
В университете функционируют 20 факультетов и 58 кафедр, осуществляющих подготовку студентов и аспирантов. Большинство факультетов и исследовательских институтов расположены в «Университетском городке» на западной окраине Лимы. В университете учатся около 40 тыс. студентов и 4 тыс. аспирантов.
При университете действуют ряд государственных учреждений (таких, как «Культурный центр Сан-Маркос» и «Музей естественной истории»), а также (с 1924 года) футбольный клуб «Университарио».

## Выпускники и преподаватели
- Персоналии:Университет Сан-Маркос